# NGC 2618
NGC 2618 (również PGC 24156 lub UGC 4492) – galaktyka spiralna (Sab), znajdująca się w gwiazdozbiorze Hydry. Odkrył ją William Herschel 20 grudnia 1784 roku.
W galaktyce tej zaobserwowano supernową SN 2008bi.